# Holidays in Eden
Holidays in Eden (englisch für „Urlaub in Eden“) ist das sechste Studioalbum der britischen Progressive-Rock-Band Marillion. Es wurde im Juni 1991 veröffentlicht. In den USA wurde ein halbes Jahr später eine neue Version des Albums herausgebracht, die nicht nur eine andere Titelreihenfolge, sondern auch die beiden neuen Titel A Collection und How Can It Hurt beinhaltet. Zwischen 1997 und 1999 veröffentlichte EMI die unter ihrem Label entstandenen Marillion-Alben als 24-Bit Digital Remaster 2-Disc Version. Die LP wurde als 180 g Vinyl-Pressung im Mai 2012 erneut veröffentlicht.

## Entstehung
Nach der Seasons End-Tour im Sommer 1990 arbeitete die Band 6 Monate in den Stanbridge Farm Studios in der Nähe von Brighton an neuen Songs. Vom Vorgängeralbum war kein Material übrig, es musste bei Null angefangen werden. So kam es auch zur Wiederverwertung von Dry Land, ein Song der alten Band von Steve Hogarth „How we live“. Geplant war eigentlich die erneute Zusammenarbeit mit Produzent Chris Kimsey, der schon an Clutching at Straws beteiligt war, der jedoch durch die Rolling Stones gebunden war. EMI bestand dann auf Chris Neil, einem Pop-Produzenten (z. B. für Céline Dion und Sheena Easton), der versprach, Marillion nicht in Mike & the Mechanics zu verwandeln. In den Nomis Studios in London wurden die Songs weiterentwickelt und schließlich in den Outside Studios, Hook End Manor aufgenommen. Mark Kelly erinnert sich so: „Aufgenommen und gemixt haben wir in 10 Wochen – das ist vielleicht lange für die Spice Girls, aber nicht lange genug für uns!“. Entstanden ist das poppigste aller Marillion-Alben, das man nur aufgrund des Titels Splintering Heart noch mit Progressive Rock in Verbindung bringen kann.

## Titelliste

### Originalversion
1. Splintering Heart – 06:54
2. Cover My Eyes – Pain and Heaven – 03:54
3. The Party – 05:36
4. No One Can – 04:41
5. Holidays in Eden – 05:38
6. Dry Land – 04:43
7. Waiting to Happen – 05:01
8. This Town – 03:18
9. The Rakes Progress – 01:54
10. 100 Nights – 06:41

### US-Version
1. Cover My Eyes (Pain and Heaven) – 03:56
2. No One Can – 04:39
3. Splintering Heart – 06:51
4. The Party – 05:36
5. A Collection – 03:00
6. Holidays in Eden – 05:28
7. How Can It Hurt – 04:10
8. Dry Land – 04:43
9. Waiting to Happen – 04:56
10. This Town – 03:18
11. The Rakes Progress – 01:54
12. 100 Nights – 06:41

Titelliste der Bonus-CD 
1. Sympathy – 03:30
2. How Can It Hurt – 04:11
3. A Collection – 03:00
4. Cover My Eyes (acoustic version) – 02:34
5. Sympathy (acoustic version) – 02:30
6. I Will Walk on Water (alternative mix) – 05:14
7. Splintering Heart (live at the Moles Club) – 06:42
8. You Don’t Need Anyone (Moles Club demo) – 04:04
9. No One Can (Moles Club demo) – 04:51
10. The Party (Moles Club demo) – 05:45
11. This Town (Moles Club demo) – 04:16
12. Waiting to Happen (Moles Club demo) – 05:31
13. Eric – 02:32
14. The Epic (Fairground) (Mushroom Farm demo) – 08:31[7]

## Singleauskopplungen
Als erste Single wurde im Mai 1991 Cover My Eyes (Pain and Heaven) mit der B-Seite How Can It Hurt veröffentlicht, welche den 34. Platz der UK-Single-Charts erreichte. Die zweite Single No One Can, im Juli 1991 mit der B-Seite A Collection erschienen, erreichte Platz 26 der UK-Charts. Die dritte Single Dry Land mit der B-Seite Holloway Girl (live) wurde im September 1991 veröffentlicht und erreichte Platz 34 der UK-Charts.

## Rezeption
Die Rezensenten aus den Reihen des Progressive Rock verrissen das Album fast vollständig, nur Splintering Heart konnte bei den Proggern überzeugen.

„Alles ist so schön glattgebügelt, da gibt es keine Ecken und Kanten mehr, keine überraschenden Einfälle, alles ist vorhersehbar.“

„Es ist kein schlechtes Pop-Album, aber aus progressiver Sicht bleiben viele Fragen offen.“

„Es klingt als wolle sich Marillion als U2 neuerfinden.“

„Schön zu sehen wo die Reise nach Seasons End hingeht.“